# 121133 Kenflurchick
121133 Kenflurchick este o planetă minoră (asteroid), cu un diametru de 2,762 km, din centura de asteroizi. A fost descoperită pe 15 mai 1999 la Goodricke-Pigott Observatory⁠(d) de Roy A. Tucker⁠(d). 
Obiectul prezintă o orbită caracterizată de o semiaxă mare de 2,3852301114399 UAi, o excentricitate de 0,2175526372029, o înclinație de 9,7309176455667 ° în raport cu ecliptica.